# Hungría en los Juegos Paralímpicos de Londres 2012
Hungría estuvo representada en los Juegos Paralímpicos de Londres 2012 por un total de 33 deportistas, 19 hombres y 14 mujeres.

## Medallistas
El equipo paralímpico húngaro obtuvo las siguientes medallas:
| Nombre                                          | Deporte                    | Evento                                     |
| ----------------------------------------------- | -------------------------- | ------------------------------------------ |
| Oro                                             |                            |                                            |
| Tamás Sors                                      | Natación                   | 100 m mariposa S9 masculino                |
| Péter Pálos                                     | Tenis de mesa              | Individual 11 masculino                    |
| Plata                                           |                            |                                            |
| Zsuzsanna Krajnyák                              | Esgrima en silla de ruedas | Espada individual A femenino               |
| Gyöngyi Dani                                    | Esgrima en silla de ruedas | Florete individual B femenino              |
| Gyöngyi Dani Veronika Juhász Zsuzsanna Krajnyák | Esgrima en silla de ruedas | Espada por equipos, clase abierta femenino |
| Tamás Tóth                                      | Natación                   | 50 m libre S9 masculino                    |
| Tamás Tóth                                      | Natación                   | 100 m libre S9 masculino                   |
| Tamás Sors                                      | Natación                   | 400 m libre S9 masculino                   |
| Bronce                                          |                            |                                            |
| Ilona Biacsi                                    | Atletismo                  | 1500 m T20 femenino                        |
| Zsuzsanna Krajnyák                              | Esgrima en silla de ruedas | Florete individual A femenino              |
| Richárd Osváth                                  | Esgrima en silla de ruedas | Florete individual A masculino             |
| Zsolt Vereczkei                                 | Natación                   | 50 m espalda S5 masculino                  |
| Tamás Sors                                      | Natación                   | 100 m libre S9 masculino                   |
| Nikolett Szabó                                  | Yudo                       | –70 kg femenino                            |